# حسين مرهون
حسين مرهون (23 أبريل 1980) لاعب كرة قدم بحريني يلعب حاليا لصالح نادي الدرجة الأولى الأهلي البحريني في مركز حارس المرمى من 2009.

## الإنجازات
- الدرجة الأولى (1): 2010
- كأس الاتحاد البحريني (1): 2016